# Naifaru
Naifaru (Dhivehi: ނައިފަރު) är en ö i Maldiverna. Den ligger i den norra delen av landet, 142 km norr om huvudstaden Malé. Geografiskt är den en del av atollen Faadhippolhu och tillhör administrativt Lhaviyani atoll. Det är den administrativa centralorten för Lhaviyani atoll.
Naifaru är den sjätte folkrikaste ön i Maldiverna.